# Ярость пустыни
«Ярость пустыни» (англ. Desert Fury) — цветной фильм нуар режиссёра Льюиса Аллена, вышедший на экраны в 1947 году. Сценарий фильма написали А. И. Безеридис и Роберт Россен на основе романа Рамоны Стюарт «Город в пустыне».
Действие картины происходит в небольшом городке в штате Невада, где 19-летняя своенравная красавица Пола Хэллер (Лизабет Скотт) должна сделать выбор между благородным помощником шерифа Томом Хэнсоном (Берт Ланкастер) и харизматичным гангстером Эдди Бендиксом (Джон Ходяк). Мать Полы, мужеподобная владелица казино Фритци Хэллер, которая держит в руках весь городок (Мэри Астор), чрезмерно заботливо, почти интимно относится к своей дочери, точно также относится к Эдди его опекун, сообщник и почти что слуга Джонни Райан (Уэнделл Кори). Ещё более запутывает ситуацию то обстоятельство, что когда-то у Фритци и Эдди был роман, а также продолжающееся расследование подозрительной гибели жены Эдди, которое ведёт Том.
Фильм представляет собой уникальное жанровое сочетание нуара, современного вестерна и мелодрамы. Другими примерами вестернов с элементами нуара (нуаровыми вестернами) служат картины «Дуэль под солнцем» (1946), «Рэмрод» (1947), «Преследуемый» (1947), «Фурии» (1950), «Винчестер 73» (1950), «Обнажённая шпора» (1953), «Джонни Гитара» (1954), «Серебряная жила» (1954) и другие.
Картина была одним из первых фильмов нуар, снятых в цвете. Цветные нуары получили относительное распространение только в 1950-е годы с выходом таких фильмов, как «Ниагара» (1953), «Чёрная вдова» (1954), «Серебряная жила» (1954), «Сети зла» (1954), «Дом из бамбука» (1955), «Я умирал тысячу раз» (1955) и «Поцелуй перед смертью» (1956).

## Сюжет
Действие происходит в небольшом городке Чуккавалла, расположенном в пустынной местности в штате Невада, неподалеку от Лас-Вегаса. Двое гангстеров, специализирующиеся на азартных играх, Эдди Бендикс (Джон Ходяк) и его партнёр Джонни Райан (Уэнделл Кори), подъезжают к городу и останавливаются на мосту, где когда-то в автокатастрофе погибла жена Эдди. Около моста они уступают дорогу проезжающей мимо 19-летней красавице Поле Хэллер (Лизабет Скотт).
Въехав в город, Пола подъезжает к крупнейшему городскому казино «Лиловый шалфей», которым заправляет её мать Фритци Хэллер (Мэри Астор). Около казино две благопристойных местных девушки презрительно называют Полу «дешёвкой», после чего она догоняет их на автомобиле и пугает, но в этот момент натыкается на своего старого приятеля, помощника шерифа Тома Хэнсона (Бёрт Ланкастер). Пола рассказывает Тому, что бросила очередную частную школу, в которую определила её мать. В этот момент к ним подъезжает Эдди. На вопросы Тома Эдди отвечает, что приехал без определённого дела и собирается жить на ранчо неподалеку от городка. Пола и Эдди знакомятся, видно, что фамилия Хеллер ему многое говорит. После отъезда Эдди, Том предупреждает Полу, чтобы она была осторожна с Эдди, так как он азартный игрок и может быть опасен, однако Пола добавляет, что к тому же он красавчик. Том приезжает в офис шерифа Пэта Джонсона (Джеймс Флавин), где видит, как его шеф избивает человека, который проиграл все деньги в казино после чего в порыве отчаяния побил там окна.
Пола подъезжает к богатому особняку своей матери, которая в тот момент беседует там с местным судьёй (Уильям Хэрриган), который явно зависит от неё и пользуется её финансовой поддержкой. Фритци недовольна тем, что Пола бросила уже пятую школу подряд. Судья просит Фритци оплатить учёбу своей дочери, которая, как следует из разговора, относится к другому кругу общения, чем Пола. В этот момент звонит шериф и сообщает Фритци, что в город вернулся Эдди, что вызывает у неё сильное волнение, и она переносит разговор с судьёй о его дочери на потом. Оставшись наедине с Полой, Фритци говорит, что рада, что та вернулась. Пола рассказывает, что каждый раз бросает школы, потому что её там плохо принимают. Фритци понимает, что это связано с её репутацией. Пола хочет остаться дома, но Фритци видит для неё другую жизнь. Сама Фритци жила в молодости очень бедно, работала на фабрике в Нью-Джерси, зарабатывала восемь долларов в неделю и имела всего одно платье. Для Полы она хочет обеспечить жизнь, при которой она бы ни в чём не нуждалась и была счастлива.
Джонни советует Эдди забыть как можно скорее обо всём, что связывает его с этим городом. Они заходят в казино «Лиловый шалфей» поиграть в кости. Вскоре рядом оказывается Пола, которая хочет играть, однако крупье, следуя указаниям Фритци, отказывается принимать от неё ставки. Тогда Эдди даёт Поле возможность бросать кости вместо него. Пола выигрывает несколько туров подряд, после чего у стола появляется Фритци и прекращает игру, приглашая Эдди к себе в кабинет. Эдди говорит, что прибыл в город, так как хочет, чтобы о нём на время забыли. «Как ты когда-то забыл обо мне», — добавляет Фритци. Эдди просит Фритци успокоить активность Тома, который проявляет слишком большой интерес к катастрофе, в которой погибла жена Эдди.
Пола наблюдает за Томом, объезжающим лошадь на одном из ранчо. Владелец ранчо рассказывает, что Том был одним из лучших объездчиков лошадей, пока на родео не получил травму, и теперь мечтает приобрести собственное ранчо для разведения лошадей. Пола и Том отправляются в прогулку на лошадях по окрестностям, останавливаются и смотрят на ранчо, которое так нравится Тому. Пола рассказывает, что поссорилась с Фритци, которая её любит, но не понимает. Том говорит Поле, что тоже её любит, она отвечает, что сама не знает, чего хочет. Том рассказывает Поле, что подозревает Эдди в убийстве его жены и продолжает вести расследование.
Фритци из окна дома видит, как Том подвозит Полу, и она дружески целует его в щёку. Пола мирится с Фритци, которая предлагает ей вместе съездить в Лос-Анджелес и просит, чтобы там она называла её сестрой.
Через некоторое время Фритци звонит шерифу и просит прислать к ней в офис Тома. Когда он приходит, Фритци просит, чтобы он называл её мамой. Она говорит, что с помощью частного детектива выяснила всю его биографию — о его прошлом, о том, как он приехал в город и устроился помощником шерифа, завоевал в городе авторитет, красив и удачлив. Далее Фритци предлагает Тому жениться на Поле, за что в качестве приданого она купит ему ранчо, которое ему никогда не купить на свою зарплату. Она объясняет своё предложение тем, что он любит Полу и тем, что сможет ввести её в местное общество, где у Полы нет друзей. Фритци говорит, что они прожили в этом городе уже десять лет, но город их так и не принял, а его принял. Том хочет обсудить это предложение с Полой, и они вместе едут домой. Приехав, Том прямо в присутствии Фритци высказывает её предложение — жениться и получить за это ранчо. «Спасибо, в другой раз», — отвечает Пола и уходит в свою комнату. Фритци недовольна Томом, говоря, что таким образом он настроил дочь против неё.
Пола собирает вещи в чемоданы и грузит их в свой автомобиль, после чего уезжает из дома. Остановившись на мосту, чтобы обдумать дальнейшие действия, она замечает Эдди, который прогуливается внизу на месте катастрофы его жены. Пола подвозит Эдди на ранчо, где он живёт. Эдди спрашивает, что ей Том наплёл о гибели его жены, затем пытается поцеловать её на глазах у недовольного Джонни, который уходит в дом. Пола целуется с ним и уезжает, решая вернуться домой. Ночью Пола спит беспокойно, вскакивает, начинает плакать. Приходит Фритци, чтобы утешить её. Фритци сова предлагает поехать вместе в Лос-Анджелес, но Пола отказывается.
Эдди и Джонни утром пьют кофе во дворе ранчо. Джонни напоминает Эдди, что их ждёт крупное и важное дело в Лос-Анджелесе, к которому им надо серьёзно подготовиться. В этот момент подъезжает Пола, целуется с Эдди. Не желая смотреть на это, Джонни уходит за кофе. Эдди рассказывает, что знает Фритци ещё по Нью-Джерси, где она вместе с отцом Полы занималась бутлегерством. Отца Полы, которого Эдди тоже знал, убили, после чего Фритци взяла дело в свои руки, а позднее перебралась в этот город.
Пола в городе встречается с Томом, который предупреждает её, что не надо ездить на ранчо к Эдди и встречаться с ним, так как он опасный человек. Он говорит, что погибшая жена Эдди была очень похожа на Полу, и что знает очень многие подозрительные подробности этого дела, в частности, почему, когда погибла его жена, Эдди ехал не с ней, а в другой машине. В этот момент подъезжает Эдди, и Пола, не обращая внимания на предупреждения, уезжает с Эдди к нему на ранчо.
Зайдя в дом, Эдди и Пола целуются и обнимаются, Пола пытается навести какой-то порядок и натыкается на пистолет Эдди. Появляется Джонни и говорит, что следить за порядком в доме — это его обязанность. Выйдя на улицу, Эдди рассказывает Поле, что жил в Бруклине, был нищим парнем, пока в 20 лет не познакомился с Джонни. Джонни стал опекать Эдди, дал ему жильё и привлёк его к бизнесу. Затем позднее в Лас-Вегасе, Эдди познакомился со своей женой, которая была танцовщицей.
На следующий день Пола отказывается ехать в матерью в Лос-Анджелес, и отправляется на ранчо к Эдди. Они сидят у камина, целуются, читают книгу. Входит Джонни, прерывая их идиллию. Он говорит, что уже поздно и на улице дождь, так что если Пола сейчас же не уедет, то может смыть дорогу, а если останется, то её мать устроит её поиски с полицией. Эдди даёт Джонни пощёчину за то, что тот вмешивается не в свои дела. Затем целует Полу, говоря, что не уверен в том, что сможет с ней остаться.
По дороге домой машину Полы догоняет Том, осуществляющий патрулирование на трассе. Том ещё раз напоминает Поле, что Эдди просто дешёвый мошенник и шулер. На что Пола добавляет: «Такой же, как Фритци, только симпатичнее и выше ростом», после чего уезжает. Том приходит к Фритци, чтобы предупредить её о связи дочери с Эдди, однако она ошибочно предполагает, что он решил согласиться на её предложение относительно ранчо. Расстроенный Том уходит, говоря, что сам всё уладит.
Пола приезжает на ранчо к Эдди и встречает во дворе Джонни, который чинит машину. Пола замечает, что тот всегда рядом с Эдди, но не понимает, что он хочет для себя. На что Джонни отвечает, что он с Эдди отлично может жить вдвоём, и что Эдди его никогда не бросит, и никогда не женится. Джонни жил с Эдди ещё до его женитьбы и останется с ним, когда они уедут. Может быть, когда-то он его и бросит, но пока им так удобно. На предложение Полы дружить, Джонни отвечает — «Шутишь?». В этот момент выходит Эдди. Пола говорит ему наедине, что Джонни её ненавидит и хочет их поссорить, и просит, чтобы Эдди прогнал его.
После отъезда Полы Эдди говорит Джонни, что ему начинает нравиться пустыня и всё, что с ней связано. Джонни напоминает Эдди, что им пора уезжать по делам. Имя Эдди ещё пока что-то значит в бизнесе, неудачи, как у них недавно в Лас-Вегасе случаются, но парни в Лос-Анджелесе его ждут, но могут устать ждать. Джонни говорит, что раскручивал Эдди в течение пятнадцати лет, и теперь за пару лет они могут создать самую влиятельную империю. Однако Эдди настаивает на том, что останется в пустыне и прогоняет Эдди, говоря: «Уезжай, когда захочешь». Джонни куда-то звонит.
Пола дома беседует с Фритци, говоря, что любит Эдди. Мать отвечает, что его нельзя любить, потому что он плохой. Далее она рассказывает, как трудно ей было вырастить Полу. Из-за болезни лёгких Фритци была вынуждена уехать в Неваду, и несмотря ни на что, дала Поле всё. Но её отношения с Эдди могут всё разрушить. Фритци говорит, что он скоро попадёт за решётку, и есть за что. После этого Фритци запирает Полу дома, не разрешая ей выходить и говорить по телефону.
В гости к Фритци приезжает шериф, Фритци рассказывает, что продержала Полу дома взаперти уже два дня. Пока Фритци ушла в свой кабинет для разговора с шерифом, Пола тайком пытается дозвониться до Эдди, а когда это не удаётся (трубку снимает Джонни), выбегает во двор, садится в машину шерифа и уезжает к Эдди. Дверь на ранчо открывает Джонни, который с порога заявляет, что Эдди не хочет её видеть, а если она попытается зайти в дом, Джонни застрелит её прямо на месте. Ничего не добившись, Пола уезжает.
На звук отъезжающего автомобиля из комнаты выходит непроспавшийся Эдди, который всё время пьёт. Джонни говорит, что у них важные дела и нужно срочно ехать. На вопрос, кто приезжал, Джонни отвечает, что ошиблись адресом. Затем Эдди собирается в город за Полой, однако Джонни просит его не делать этого, так как там Фритци, которая нашлёт на него шерифа. Эдди находит на пороге перчатку Полы и хлещет ей Джонни по щекам, затем садится в автомобиль и едет в погоню за Полой. На вечерней дороге его мчащуюся машину замечает Том и останавливает её. Эдди сначала пытается откупиться за нарушение скорости и езду в пьяном виде, а затем набрасывается на Тома с кулаками. Том быстро скручивает его и привозит в участок. Там Эдди говорит Тому, что Пола выбрала его, и он сегодня же увезёт её из города. Том предупреждает Эдди, что помнит о гибели его жены и не бросит этого дела, пока не доведёт до конца. Затем он снимает значок шерифа и бьёт Эдди. После чего отпускает его.
Пола возвращается домой. Фритци недовольна тем, что дочь уехала к Эдди, несмотря на запрет, и требует, чтобы шериф немедленно арестовал Эдди. Вскоре приезжает Эдди. Фритци настаивает, чтобы шериф его арестовал, однако тот отвечает, что не может сделать этого без ордера. Пола бежит к Эдди и обнимает его. Эдди говорит, что они с Полой немедленно поженятся, Фритци отвечает, что утром его арестуют, так как дело открыто заново. Эдди говорит, что он всю жизнь был одинок, и ему нужна Пола.
В порыве откровенности, спровоцированной Эдди, Фритци говорит, что он жулик, что в своё время Эдди работал на мужа Фритци и уже тогда начал заниматься мошенничеством. После смерти мужа Эдди обещал жениться на Фритци, а затем, когда узнал, что она из-за болезни уезжает в Неваду, и ей требуются деньги на лечение, бросил её и сбежал. Фритци говорит Поле, что Эдди бросает всех и всегда.
Эдди и Пола тем не менее уезжают в Лас-Вегас. По дороге их машину останавливает Джонни, выходя прямо на шоссе. Они отказываются брать его с собой, но соглашаются подвезти до станции. У придорожной закусочной Эдди просит остановить машину и заходит за сигаретами. Вслед за Эдди в закусочную заходят Пола и Джонни, они проходят к столику, чтобы перекусить. Джонни предпринимает последнюю попытку разорвать отношения Полы и Эдди. Он рассказывает, что на совести Эдди немало преступлений и убийств, в том числе рассказывает об убийстве копа и о других делах. Джонни говорит, что ввёл Эдди в банду, и в течение 15 лет содержал и пестовал Эдди, готовя его для большого дела, выполнял за него всю черновую работу. Джонни говорит, что жена Эдди со временем стала слишком много знать про их дела. Она попыталась сбежать в Лас-Вегас, но они догнали её, и затем Эдди столкнул её машину с моста в пропасть. Пола говорит, что Эдди — преступник, и решает уйти от него. Разъярённый Эдди вскакивает и несколькими выстрелами убивает Джонни наповал. Воспользовавшись моментом, Пола выскакивает из кафе, садится в машину и пытается уехать. Эдди начинает преследовать её на другом автомобиле. Их замечает патрулирующий шоссе Том. Он пускается в погоню и отсекает автомобиль Полы от Эдди. От алкоголя и шока у Эдди начинает кружиться голова, он неловко маневрирует на дороге и в итоге срывается с моста на том же самом месте, где в своё время разбилась его жена. По рации Том вызывает скорую помощь и просит пригласить Фритци. Машина Эдди перевернулась и горит. Том вытаскивает Эдди из машины, но тот уже мёртв.
Приезжает Фритци, она утешает Полу, предлагает ей остаться в городе и работать с ней, но Пола отказывается. Вместе с Томом она уходит, мечтая о том, как они вместе будут жить на ранчо…

## В ролях
- Лизабет Скотт — Пола Хэллер
- Джон Ходяк — Эдди Бендикс
- Бёрт Ланкастер — Том Хэнсон
- Мэри Астор — Фритци Хэллер
- Уэнделл Кори — Джонни Райан
- Кристин Миллер — Клэр Линдквист
- Джеймс Флавин — шериф Пэт Джонсон
- Джейн Новак — миссис Линдкуист

## Создатели фильма и исполнители главных ролей
Режиссёр Льюис Аллен более всего известен своей мистической фантазией «Незванные» (1944), фильмами нуар «Такая злая, любовь моя» (1948), «Чикагский предел» (1949), «Свидание с опасностью» (1951), «Внезапный» (1954) и «Беззаконие» (1955).
Лизабет Скотт является одной из самых ярких звёзд жанра нуар, она сыграла во многих памятных фильмах, среди них «Странная любовь Марты Айверс» (1946), «Рассчитаемся после смерти» (1947), «Западня» (1948), «Слишком поздно для слёз» (1949) и «Тёмный город» (1950). Джон Ходяк известен по военным драмам «Спасательная шлюпка» (1944) Альфреда Хичкока, «Командное решение» (1948) и «Поле битвы» (1949), а также по фильмам нуар «Где-то в ночи» (1946), «Подкуп» (1949) и «Леди без паспорта» (1950).
Мэри Астор более всего известна ролями в психологической драме «Додсворт» (1936), нуаровых картинах «Мальтийский сокол» (1941), «Через океан» (1942) и «Акт насилия» (1948), а также в многочисленных романтических комедиях. Уэнделл Кори сыграл заметные роли, в основном, второго плана в фильмах нуар «Я всегда одинок» (1948), «Извините, ошиблись номером» (1948), «Обвиняемая» (1949), «Дело Тельмы Джорджон» (1950), «Большой нож» (1955), а также в триллере Альфреда Хичкока «Окно во двор» (1954). В 1940-80-х годах Берт Ланкастер был одной из крупнейших звёзд американского кино. Он был удостоен Оскара за главную роль в фильме «Элмер Гантри» (1960), а также номинаций на Оскар за работу в фильмах «Отныне и во веки веков» (1953), «Любитель птиц из Алькатраса» (1963) и «Атлантик-Сити» (1980). Свою кинокарьеру Ланкастер начинал в жанре нуара, сыграв в таких значимых фильмах, как «Убийцы» (1946), «Грубая сила» (1947), «Извините, ошиблись номером» (1948), «Я всегда одинок» (1948) и «Крест-накрест» (1949).

## Оценка фильма критикой

### Общая оценка фильма
Сразу после выхода фильма газета «Нью-Йорк таймс» резко негативно оценила фильм, назвав его «невероятно плохим фильмом по всем параметрам, кроме одного, операторского». Далее газета продолжает: «„Ярость пустыни“ — это красота — красота ошибки в Текниколоре от начала и до конца. Если бы этот дорогостоящий вестерн в современных костюмах, был сделан продюсером меньшего масштаба, чем Хэл Уоллис, его можно было бы перечеркнуть одной фразой. Но мистер Уоллис является человеком со значительной репутацией, он дважды становился обладателем мемориального Оскара Ирвинга Талберга, вручаемой Академией кинематографических искусств и наук».
В последующие годы фильм стал вызывать восторженные оценки благодаря богатству творческих идей и неожиданным для своего времени гомосексуальным обертонам. Кинокритик Фостер Хирш написал: «В поистине гибельном для себя шаге фильм игнорирует криминальную деятельность героев, чтобы сосредоточить своё внимание на двух гомосексуальных парах: мужеподобной матери, которая обращается со своей дочерью как с любовницей, а также на гангстере и его собственнически настроенном пособнике… „Ярость пустыни“ снята в пылающих, перенасыщенных цветах, которые в 1950-е годы станут определяющей чертой мелодрам Дугласа Сёрка». Исследователь жанра фильм нуар Эдди Мюллер охарактеризовал фильм как «самый гомосексуальный из когда-либо произведённых в Золотую эру Голливуда». Он также отметил, что «фильм насыщен невероятно пышными цветами, быстрыми и яростными репликами, источающими выпады и намёки, двойными смыслами, тёмными тайнами, неистовыми пощёчинами, поверх которых звучат взвинченные скрипки Миклоша Рожи. Странно, что этот фильм не пережил последующего возрождения в качестве культового. Это Голливуд в своём самом славном безумстве». Ещё один современный кинокритик Крейг Батлер дал следующую оценку фильму: «„Ярость пустыни“ при всём богатстве воображения нельзя назвать хорошим фильмом — но очень многие сочтут его чрезвычайно увлекательным». Фильм смотрится хорошо благодаря необычной для фильмов нуар того времени цветной съёмке, которая по-своему завораживает, и работает на создание нужной атмосферы… Увлекательным фильм делает также игра Мэри Астор и Уэнделла Кори, а также тонкие и не очень гомосексуальные полутона, в отношениях Астор и Скотт, с одной стороны, и Кори и Ходяк, с другой".

### Характеристика фильма
«Нью-Йорк таймс» следующим образом описывает сюжет фильма: «Сама история является невероятной кипящей смесью человеческих страстей, включающей своевольную дочь царицы игорного городка, которая влюбляется в свирепого крупного азартного игрока вопреки сопротивлению своей матери, которая, как выясняется, сама когда-то была в него влюблена. Парочка случайных персонажей, таких как здоровенный молодой шериф с долгой, безответной тоской по этой девушке, появляются по ходу действия, но главная повествовательная линия касается усилий мамочки доминировать над своей упрямой дочерью».
Характеризуя жанр картины, кинокритик Хэнк Сартин написал: «Эта странная маленькая драма обычно относится к жанру фильм нуар с уточнением, что он снят в Текниколоре. Было бы точнее сказать, что это жанровый гибрид, неопределяемое нечто из той эпохи, когда фильмы не всегда должны были аккуратно укладываться в определённые рамки. Склонность Аллена к демонстрации пейзажей указывает на то, что это вестерн, перенесённый в послевоенную эпоху. В фильме даже есть сцена с местным копом (Ланкастер), который объезжает лошадь. Но содержание при этом оставляет ощущение мелодрамы, где напряжённость отношений матери и дочери, а также любовный роман являются центральным элементом сюжета». Сартин подводит итог словами: «Из этого легко мог бы выйти ужасный кавардак, но на самом деле фильм смотрится захватывающе».
Негативно воспринявший картину Деннис Шварц отметил, что её «мелодраматизм избыточен, любовная история абсурдна, а актёры с говорящей хриплым голосом Лиз Скотт в роли юной девы не вызывают доверия… История настолько халтурная, что картина действительно не имеет шансов, а её надуманный счастливый финал представляется карикатурным». Со своей стороны, Крейг Батлер написал, что «тонкие намёки в сочетании с манерным очарованием театральности и неловкими сюжетными ходами придают „Ярости“ занимательность, которой ей в противном случае мучительно не хватало бы».

### Оценка работы режиссёра и творческой группы
Резко отрицательно «Нью-Йорк-таймс» оценила сценарий Роберта Россена и режиссёрскую работу Аллена: «Реплики героев в основном односложные, что, вероятно, не было бы так важно, если бы то, что говорят персонажи, имело бы хоть какой-то смысл. Роберт Россен, написавший сценарий по истории Романы Стюарт, должен за него встать в угол и опустить голову от стыда. К нему должен присоединиться и Льюис Аллен, режиссёр, который позволил истории шататься по пустыне, как песчинкам на ветру». С такой оценкой согласен и Батлер: «К сожалению, „Ярость“ обременена сценарием, который прямо-таки курьёзен, огромное месиво душещипательной перегретой мелодрамы с нуаровыми врезками, который нагружен перезрелыми образами и невероятными репликами». Он продолжает: «Костюмы Эдит Хэд производят сильное впечатление, хотя постоянный парад костюмов Лизабет Скотт через некоторое время становится почти смешным».
Отметив «эффектное, но не ослепляющее использование Текниколора», Ханк Сартин написал, что «практически забытый студийный режиссёр Аллен заслуживает положительной оценки за то, что собрал все составляющие картины в единое целое». Аналогичным образом Шварц назвал Льюиса Аллена «недооценённым режиссёром», который «снял этот едкий фильм нуар в броском Текниколоре».

### Оценка актёрской работы
«Нью-Йорк таймс» завершает свой разнос фильма следующей оценкой актёрской игры: «В таких обстоятельствах было бы несправедливо особенно обращать внимание на очевидно неумелую игру как Лизабет Скотт, так и Джона Ходяка». Ему вторит и Батлер, отмечая, что «Лизабет Скотт выглядит потрясающе, но ничего не может сделать со своей ролью, а её химия с партнёрами мужского пола нулевая». Он продолжает: «Джон Ходяк идёт ко дну как камень, и даже такой большой талант, как Берт Ланкастер выглядит так, как будто не знает, что он здесь делает».
Шварц отмечает, что «Ходяк является самым слабым звеном в картине, изображая невротического и вечно злого гангстера в одномерном эмоциональном тоне. Возможно, он настолько взвинчен из-за того, что вынужден скрывать свою гомосексуальную связь с героем Кори». Ланкастер, по его мнению, «хорошо смотрится, но от него не требуется многого, кроме как показывать нам, что настоящий мужчина смел и честен, и относится к женщинам порядочно».
Сартин считает, что «фильм отлично смотрится, во многом благодаря великолепным актёрам второго плана, каждый из которых более интересен, чем Скотт или Ходяк». «Нью-Йорк таймс» указывает, что «лишь Мэри Астор в роли матери, и Уэнделл Кори, новичок, играющий комбинацию слуги, крепкого дружка и свенгали Ходяка, достигают какого-то подобия психологизма». Шварц также считает, что «Уэнделл Кори и Мэри Астор великолепны как актёры второго плана, создавая оазис фильму, который заблудился в пустыне… То, что фильм отчасти добивается успеха — это только благодаря Астор и Кори, каждый из которых выдаёт восхитительно безумную гипер-игру в ролях извращенцев». Батлер также считает, что «срабатывает только неистовая игра Уэнделла Кори и Мэри Астор — и срабатывает она очень здорово».